# Alena Kijewicz
Alena Kijewicz (ur. 16 października 1987) – białoruska lekkoatletka, sprinterka. 

## Najważniejsze osiągnięcia
| Rok  | Rodzaj zawodów                 | Miasto | Konkurencja        | Miejsce | Wynik   |
| ---- | ------------------------------ | ------ | ------------------ | ------- | ------- |
| 2009 | Halowe mistrzostwa Europy      | Turyn  | Sztafeta 4 x 400 m | 3.      | 3:35,03 |
| 2009 | Młodzieżowe mistrzostwa Europy | Kowno  | Bieg na 200 m      | 4.      | 23,31   |
| 2009 | Młodzieżowe mistrzostwa Europy | Kowno  | Sztafeta 4 x 100 m | 6.      | 44,86   |
| 2009 | Młodzieżowe mistrzostwa Europy | Kowno  | Sztafeta 4 x 400 m | 3.      | 3:30,45 |

Wielokrotna mistrzyni kraju.

## Rekordy życiowe
- Bieg na 200 metrów – 23,15 (2009) młodzieżowy rekord Białorusi
- Bieg na 200 metrów (hala) – 23,57 (2010)
- Bieg na 400 metrów – 51,73 (2012)